# Coral Buttsworth
Coral McInnes Buttsworth, avstralska tenisačica, * 1900, Taree, Novi Južni Wales, Avstralija, † 20. december 1985, Hazelbrook, Novi Južni Wales.
Trikrat zapored se je uvrstila v finale turnirjev za Prvenstvo Avstralije v posamični konkurenci. Dvakrat je turnir osvojila, v letih  1931, ko je v finalu premagala Marjorie Cox Crawford, in 1932, ko je v finalu premagala Kathleen Le Messurier. Leta 1933 pa jo je v finalu premagala Joan Hartigan. Turnir je osvojila tudi v konkurenci ženski dvojic leta 1932 skupaj z Marjorie Cox Crawford. 

## Finali Grand Slamov

### Posamično (3)

#### Zmage (2)
| Leto | Turnir                   | Nasprotnica v finalu  | Rezultat finala |
| 1931 | Prvenstvo Avstralije     | Marjorie Cox Crawford | 1–6, 6–3, 6–4   |
| 1932 | Prvenstvo Avstralije (2) | Kathleen Le Messurier | 6–4, 9–7        |

#### Porazi (1)
| Leto | Turnir               | Nasprotnica v finalu | Rezultat finala |
| 1933 | Prvenstvo Avstralije | Joan Hartigan        | 4–6, 3–6        |

### Ženske dvojice (1)

#### Zmage (1)
| Leto | Turnir               | Partnerica            | Nasprotnici v finalu                 | Rezultat finala |
| 1932 | Prvenstvo Avstralije | Marjorie Cox Crawford | Dorothy Weston Kathleen Le Messurier | 6–2, 6–2        |